# 文知茵
文知茵（韓語：문지인，1986年3月1日—），韓國女演員，為SBS第11期公開招募演員。

## 演出作品

### 電視劇
- 2009年：SBS《我的夢想型男》
- 2009年：SBS《天使的誘惑》飾演 雅蘭雇用的騙徒
- 2009年：SBS《不要猶豫》飾演 金佳露
- 2010年：SBS《濟眾院》
- 2010年：SBS《Oh! My Lady 愛你喲》
- 2010年：SBS《我是傳說》飾演 綜藝節目編劇
- 2010年：SBS《Giant》
- 2010年：SBS《不懂女人》飾演 吳京蘭
- 2011年：SBS《我的愛在我身邊》飾演 高秀彬
- 2011年：JTBC《仁粹大妃》飾演 醫女
- 2012年：SBS《家族相片》
- 2013年：KBS《秘密》飾演 李惠珍
- 2013年：MBC《韓國小姐》飾演 金有蘿
- 2014年：SBS《沒關係，是愛情啊》飾演 李敏英
- 2014年：tvN《剩餘公主》飾演 氣泡消失的人魚
- 2015年：KBS《Drama Special－亂停車》飾演 高恩熙
- 2015年：SBS《龍八夷》飾演 宋護士
- 2015年：SBS《村莊：阿雉阿拉的秘密》飾演 順英
- 2016年：JTBC《Madame Antoine》飾演 李慶珠
- 2016年：Naver tvcast《Tomorrow Boy》飾演 慎英
- 2016年：SBS《Doctors》飾演 千順熙
- 2016年：SBS《浪漫醫生金師傅》飾演 趙雅拉
- 2017年：MBC《Two Cops》飾演 吉多情
- 2018年：TV朝鮮《大君－繪製愛情》飾演 末端
- 2018年：JTBC《Beauty Inside愛上變身情人》飾演 柳宇美
- 2019年：TV朝鮮《Leverage：詐騙操作團》飾演 洪世英
- 2021年：OCN《Times》飾演 明秀景
- 2022年：tvN《Kill Heel》飾演 盧承佑
- 2024年：JTBC《陪玩的女人》饰演 具美好

### 電影
- 2015年：《如此美好》
- 2023年：《当我们的爱成为香气》饰演 琴恩熙

## 獎項
- 2016年：SBS演技大賞－新星賞《Doctors》

## 外部連結
- 文知茵的Instagram帳戶
- 文知茵在NAVER上的资料